# Cassandras Traum
Cassandras Traum (englischer Originaltitel: Cassandra’s Dream) ist ein Filmdrama aus dem Jahr 2007 von Woody Allen, der Regie führte und das Drehbuch schrieb.

## Handlung
Die Brüder Ian und Terry leben im Süden von London. Sie wurden von einem willensschwachen Vater, der ein Restaurant mit mittelmäßigem Erfolg betreibt, und einer starken Mutter aufgezogen. Der Onkel mütterlicherseits, Howard, ist ein erfolgreicher, international tätiger Geschäftsmann, der den armen Verwandten immer wieder aushilft. Ian und Terry kämpfen mit finanziellen Problemen und Terry sucht sein Glück auf der Hunderennbahn und bei Pokerspielen. Zusammen kaufen sie ein Segelboot, das Terry durch einen Gewinn auf der Hunderennbahn finanziert. Das Boot nennen sie Cassandras Traum nach dem erfolgreichen Windhund. Ian lernt seine Traumfrau kennen: Angela, eine bildschöne Schauspielerin, die hohe Ansprüche ans Leben hat. Um ihr zu imponieren, gaukelt Ian ihr vor, ein erfolgreicher Geschäftsmann zu sein.
Terry verliert beim Pokern Unsummen und steht bei verbrecherischen Geldeintreibern in der Kreide. Beim Besuch ihres reichen Onkels Howard bitten sie ihn um Hilfe, woraufhin dieser sie mit der Beseitigung von Martin Burns beauftragt, einem Geschäftspartner, der Onkel Howards ungesetzliche Geschäftspraktiken offenlegen will. Die Brüder sind zunächst schockiert, willigen jedoch bald ein, vor allem durch Ians Initiative, da sie keine andere Wahl zu haben glauben. Terry muss seine Schulden begleichen, während Ian Startkapital für den Schritt in die Selbstständigkeit benötigt und seine Freundin beeindrucken will. Durch einen Zufall lernen sie das zukünftige Mordopfer auf einer Party kennen, was es Terry unmöglich macht, den Plan durchzuführen. Er wird jedoch von Ian, der keinerlei Gewissensbisse hat, bedrängt und schließlich töten sie Burns mit selbstgebauten Schussapparaten. Diese werden anschließend verbrannt und es führt keine Spur vom Opfer zu ihnen.
Terry wird mit der Tatsache, einen Menschen ermordet zu haben, nicht fertig. Ihn plagen Gewissensbisse, er trinkt, ist depressiv und will sich schließlich stellen. Dies offenbart er seinem Bruder Ian, der daraufhin mit seinem Onkel die Entscheidung trifft, Terry umzubringen. Den Mord an seinem Bruder will er unter dem Vorwand umsetzen, mit ihm einen erholsamen Segeltörn machen zu wollen. Ihn plagen dann aber in dem Augenblick Zweifel, als er einen Cocktail aus Tabletten in eine Bierflasche füllt, und er wirft die Flasche gegen die Luke, die daraufhin zerbricht. Er stürzt sich wütend auf Terry. Terry schubst Ian unglücklich und dieser stürzt rückwärts auf einen Tisch und bricht sich dabei das Genick. Terry bringt sich daraufhin um. Dies wird im Film nicht gezeigt. Vielmehr berichtet die Polizei, dass er sich ertränkt habe. Währenddessen sind die beiden Freundinnen der beiden Brüder beim Shoppen und freuen sich darauf, ihre Partner wiederzusehen. Angela hat Ian kurz zuvor noch erklärt, dass sie einen Wochenendausflug mit einem reichen Mann abgelehnt habe, da sie erkannt hatte, dass sie Ian wirklich liebe.
Die letzte Einstellung zeigt, wie die Cassandras Traum ruhig und unbeschadet im Hafen liegt.

## Kritiken

### Deutschsprachige Kritiken
„Die Optik (Kamera: Vilmos Zsigmond) wirkt eher flach und protestantisch, die Aufnahmen der Brüder bleiben oft eng, wie der Radius ihrer manisch um Geld und Schuld kreisenden Gedanken. Doch genau aus diesen Beschränkungen schlägt der Film seine Funken: aus näher rückenden Wänden, aus immer schneller abgeschrittenen Räumen und aus der spürbar quälenden inneren Unruhe zweier Brüder, die erst die Geldnot, dann die Gier und dann das Gewissen jagt.“

„Der Protagonist und spätere Doppelmörder von Match Point liest in einer frühen Szene Dostojewskis Roman Schuld und Sühne (Prestuplenie i nakazanie, 1866) – mit Begleitbuch, um ihn als ungebildeter Tennislehrer auch zu verstehen. Cassandras Traum gibt sich wie der Vorgänger als Variante des russischen Klassikers aus und reibt dem unterschätzten Zuschauer Erklärungen und Interpretationen gleich mit unter die Nase. Sorgen überdeutliche Dialoge oder überzogene Gesichtverrenkungen der Darsteller nicht dafür, dann setzt ein Unheil verkündendes Gewitter oder die aufdringliche Musik von Philip Glass ein. Cassandras Traum könnte auch ,Match Point for Dummies‘ heißen. Und die Moral von der Geschicht: Mord kann schlechtes Gewissen und gestörten Schlaf verursachen.“

Rainer Gansera bezeichnete den Film in der Süddeutschen Zeitung vom 4. Juni 2008 als „Studie der menschlichen Korrumpierbarkeit“. Er beginne als „hübsche Milieustudie“, dann verwandle er sich „zur Hitchcockschen Groteske“ und ende als eine Tragödie. Woody Allen komponiere „das Geschehen vorsätzlich wie eine Charaktertest-Versuchsanordnung“; die „brillant agierenden Darsteller“ hätten genügend Spielraum, „die Figuren in all ihren Wirrnissen und Nacktheiten zu offenbaren“.
Wolfgang Höbel schrieb in der Zeitschrift Der Spiegel vom 4. September 2007, der Film erzähle seine Geschichte „gradlinig, fast humorfrei, aber mit schauspielerischer Brillanz“. Colin Farrell und Ewan McGregor seien „ein großartiges Gespann“. Der Zuschauer bekomme das Gefühl, „dass man all diese Dostojewski-haften Schuldverstrickungen in ‚Match Point‘ und ‚Verbrechen und andere Kleinigkeiten‘ fixer und lebensnäher serviert bekam – wenn auch nicht mit so düsterem Ausgang“.

### Fremdsprachige Kritiken
Manohla Dargis, Chef-Filmkritikerin der New York Times, lobte besonders die darstellerischen Leistungen von Ewan McGregor und Colin Farrell.
James Berardinelli schrieb auf ReelViews, der Film sei ein „lahmer Psychothriller“ und ein „Möchtegern-Film-noir“ ohne Atmosphäre. Er bestätige, dass die Zeit der großartigen Filme von Woody Allen vorüber sei („we may finally be seeing confirmation of what many have suspected for years: that Woody Allen’s period of greatness as a filmmaker is over“). Berardinelli lobte die Darstellung von Ewan McGregor und kritisierte jene von Colin Farrell, der – gegen seinen Typ besetzt – irritiere. Tom Wilkinson sei „wundervoll wie immer“.
Claudia Morgoglione schrieb in der Zeitung La Repubblica vom 2. September 2007, der Film zeige die tragischen Aspekte des Lebens, wobei sie eine Aussage von Woody Allen zitierte.
Richard Brody, Filmkritiker beim New Yorker, listete 2009 Cassandras Traum als einen der 26 besten Filme des Jahrzehnts auf, die er gesehen habe.

## Hintergründe
Der Film wurde in London und in Brighton im Juli und im August 2006 gedreht. Seine Produktionskosten betrugen schätzungsweise 13 Millionen Pfund Sterling. Der Film hatte seine Weltpremiere am 18. Juni 2007 in Avilés (Spanien). Er wurde auf den am 29. August eröffneten Internationalen Filmfestspielen von Venedig 2007 außerhalb des Wettbewerbs vorgeführt. Die breite Veröffentlichung startete in Spanien am 26. Oktober 2007 und in Frankreich am 31. Oktober 2007. In den deutschen Kinos startete der Film am 5. Juni 2008, die Veröffentlichung auf DVD war am 4. Dezember 2008.